# Alec Cowan
Alexander (Alec) Cowan (Calgary, 19 november 1996) is een Canadees wielrenner die anno 2023 rijdt voor de continentale ploeg L39ION of Los Angeles.

## Carrière
In mei 2016 werd Cowan zesde in de door Konrad Geßner gewonnen Rund um den Finanzplatz Eschborn-Frankfurt voor beloften. Later dat jaar werd hij nationaal beloftenkampioen tijdrijden en nam hij in diezelfde categorie en discipline deel aan het wereldkampioenschap, waarin hij twaalfde werd.
In 2017 behaalde hij zijn eerste UCI-zege bij de eliterenners toen hij de tijdrit in de Ronde van Beauce op zijn naam schreef. De leiderstrui die hij daaraan overhield raakte hij in de laatste etappe kwijt aan Andžs Flaksis. Drie maanden later won hij het bergklassement van de Ronde van Alberta, met een voorsprong van twee punten op Zeke Mostov.

## Overwinningen
2016
 Canadees kampioen tijdrijden, Beloften
2017
3e etappe deel A Ronde van Beauce
Bergklassement Ronde van Alberta
2018
2e etappe Joe Martin Stage Race
2019
4e etappe Joe Martin Stage Race

## Ploegen
- 2017 –  Silber Pro Cycling
- 2018 –  Silber Pro Cycling
- 2019 –  Floyd's Pro Cycling
- 2020 –  Wildlife Generation Pro Cycling
- 2021 –  L39ION of Los Angeles
- 2022 –  L39ION of Los Angeles
- 2023 –  L39ION of Los Angeles

Bassett · Chrétien · Côté · Cowan · Jamieson · Jean · Masbourin · Roberge · Roth · Samuel · Soucy · Staples · Vandale · Zukowsky